# Sepstrup Sande
Sepstrup Sande er nogle store hede- og indlandsklitområder i Midtjylland, beliggende mellem Sepstrup og Hjøllund, i den sydlige del af Silkeborg Kommune. Hederne gennemløbes af bækken Skærbæk der er en kildebæk til Salten Å. I den sydlige del ligger de små søer Kolsø og Ørredsø. Området er en del af Natura 2000-område nr. 53 Sepstrup Sande, Vrads Sande, Velling Skov og Palsgård Skov, og er også en del af fuglebeskyttelsesområde F34. Området krydses af vejen mellem Sepstrup og Hjøllund, og med vest går hovedvej 13.